# Pośrednictwo finansowe
Pośrednictwo finansowe – wchodzi w skład działalności usługowej, i zajmuje się ono pośrednictwem pieniężnym. Do zadań pośrednictwa finansowego należą: gromadzenie środków pieniężnych, papierów wartościowych oraz ich ponowna dystrybucja. Samo pośrednictwo finansowe rozumie się jako wyrównywanie popytu i podaży kapitału pieniężnego o zróżnicowanej strukturze czasowej, walutowej, kwotowej i przestrzennej.
Instytucje pośrednictwa finansowego różnią się rodzajem ponoszonego ryzyka i sposobem przenoszenia tego ryzyka na swoich inwestorów:
- Banki depozytowo-kredytowe – ponoszą ryzyko kredytowe, walutowe i stopy procentowej
- Instytucje ubezpieczeniowe – ponoszą ryzyko ubezpieczeniowe, kredytowe, stopy procentowej i walutowe.
- Instytucje pożyczkowe – ponoszą ryzyko kredytowe, stopy procentowej i walutowe.
- Fundusze emerytalne i inwestycyjne – przenoszą własne ryzyka kredytowe na inwestorów
- Fundusze venture capital i private equity – przenoszą własne ryzyka kredytowe na inwestorów
- Instytucje rynków finansowych – giełdy, maklerzy, doradcy inwestycyjni itp. – nie ponoszą ryzyka kredytowego[2]